# Regius Professor
Regius Professor é a designação de uma cátedra em diversas universidades do Reino Unido e Irlanda, em especial Universidade de Oxford, Universidade de Cambridge, Universidade de St Andrews, Universidade de Glasgow, Universidade de Aberdeen, Universidade de Edimburgo e Universidade de Dublin. Cada uma das cátedras foi criada por um monarca, e cada indicação de professor, embora desde 1923 não mais em Dublin, é aprovada pela Coroa.

## Universidade de Oxford
- Regius Professor of Civil Law (ca. 1540)
- Regius Professor of Divinity (1535)
- Regius Professor of Moral and Pastoral Theology (1842)
- Regius Professor of Ecclesiastical History (1842)
- Regius Professor of Hebrew (1546)
- Regius Professor of Medicine (1546)
- Regius Professor of Greek (ca. 1541)
- Regius Professor of Modern History (1724)

## Universidade de Cambridge
- Regius Professor of Botany (1724/2009)
- Regius Professor of Civil Law (1540)
- Regius Professor of Divinity (1540)
- Regius Professor of Engineering (1875/2011)
- Regius Professor of Greek (1540)
- Regius Professor of Hebrew (1540)
- Regius Professor of Modern History (1724)
- Regius Professor of Physic (1540)

## Universidade de St Andrews
- Regius Professor de Matemática (1668)

## Universidade de Glasgow
- Regius Professor of Medicine and Therapeutics, Glasgow (1637/1713)
  - Regius Professor of Materia Medica, Glasgow (1831) (merged in 1989 with Medicine and Therapeutics)
- Regius Professor of Law, Glasgow (1713)
- Regius Professor of Anatomy, Glasgow (1718)
- Regius Professor of Astronomy, Glasgow (1760)
- Regius Professor of Zoology, Glasgow (1807)
- Regius Professor of Obstetrics and Gynaecology, Glasgow (1815)
- Regius Professor of Surgery, Glasgow (1815)
- Regius Professor of Chemistry, Glasgow (1817)
- Regius Professor of Botany, Glasgow (1818)
- Regius Professor of Forensic Medicine, Glasgow (1839)
- Regius Professor of Physiology, Glasgow
- Regius Professor of Civil Engineering, Glasgow
- Regius Professor of English Language and Literature, Glasgow (1861)
- Professor of Ecclesiastical History, Glasgow (1716–1935)

## Universidade de Aberdeen
- Regius Professor of Anatomy (1863)
- Regius Professor of Botany
- Regius Professor of English Literature
- Regius Professor of Greek
- Regius Professor of Humanity (formerly Classics)
- Regius Professor of Logic
- Regius Professor of Mathematics
- Regius Professor of Medicine
- Regius Professor of Moral Philosophy
- Regius Professor of Natural Sciences
- Regius Professor of Obstetrics and Gynaecology (formerly Midwifery)
- Regius Professor of Physiology
- Regius Professor of Surgery (1839)

## Universidade de Edimburgo
- Regius Professor of Public Law and the Law of Nature and Nations (1707)
- Regius Professor of Geology
- Regius Professor of Astronomy, Edinburgh
- Regius Chair of Clinical Surgery
- Regius Chair of Engineering

## Universidade de Dublin
- Regius Professor of Laws (Dublin)
- Regius Professor of Physic (Dublin) (1637?)
- Regius Professor of Greek (Trinity) (1761)
- Regius Professor of Surgery (Dublin) (1852/1868)

## Novas cátedras (2013)
Em outubro de 2012 foi anunciado que a rainha Elizabeth II iria criar mais seis novas cátedras, a ser anuanciado no início de 2013, a fim de marcar seu jubileu de diamante. Em janeiro de 2013 a lista completa foi anunaciada, com doze novas cátedras.
- Universidade de Dundee - Life Sciences
- Universidade de Essex - Political Science
- Imperial College London - Engineering
- King's College de Londres - Psychiatry
- London School of Economics - Economics
- Universidade de Manchester - Physics
- The Open University - Open Education
- Universidade de Reading - Meteorology and Climate Science
- Royal Holloway, University of London - Music
- Universidade de Southampton - Computer Science
- University of Surrey - Electronic Engineering
- Universidade de Warwick - Mathematics